# شمشي أدد الأول
شمشي أدد ويسمى كذلك بشمشي حدد هو أحد ملوك الأموريين عاش في القرن الثامن عشر قبل الميلاد وتمكن من تكوين دولة شملت معظم بلاد ما بين النهرين وسوريا وآسيا الصغرى قبل أن تسقط بعد وفاته تحت سيطرة البابليين بقيادة حمورابي.

## نشأته
ورث شمشي أدد عن والده إيلا كبكابو مملكة بالقرب من ماريغير تعرف باسم «تِركا Terqa» قبل الميلاد (1836–1833)، وقد تم ذكر اسم والده ضمن لائحة ملوك آشور، إلا إن شمشي لم يرث حكم آشور بعد وفاته. إلا إنه عوضاً عن ذلك كان مستعمراً.
إيلا كبكابو كان ملكاً أمورياً وليس آشورياً في آشور وإنما في تِركا. وقد استولى على شوبروم ونجح بمساعدة وشمشي أدد من أن يكون ملكاً لتركا في السنة اللاحقة. إلا أنه اضطر إلى الفرار إلى بابل.

## احتلالاته
استولى على شيخنا المهجورة منذ فترة طويلة (تل ليلان حالياً بالقرب من القامشلي) ثم عبر دجلة وهاجم حسون إيكالاتوم فنجح في فتحها ثم سيطر على مدينة آشور ووضع ابنه البكر إشمي داغان الأول حاكماً على آشور وانطلق إلى مسقط رأسه وستولى عليها وضع ابنه الثاني يسمه أدد على عرشها.
تمكن شمشي أدد من احتلال مملكة ماري ونصب ابنه ياسماخ أدد على عرشها  
بعد سيطرته على كامل شمال مع بين النهرين أرسل بعثات عسكرية إلى الأناضول وشاطيء البحر الأبيض، فبسط نفوذه على تلك المناطق. غير أن إمبراطورية سرعان ما انهارت بمجرد وفاته فستولى العموريون على مملكة ماري مجددا وتمكن حمورابي من السيطرة على آشور نفسها.